# Filippo Carafa della Serra
Pour les articles homonymes, voir Carafa.
Pour les autres membres de la famille, voir Famille Carafa.
Filippo Carafa della Serra, le cardinal de Naples (né à Naples, vers  1340, et mort à Bologne, le 22 mai 1389) est un cardinal italien du XIVe siècle.
Autres cardinaux de sa famille sont  Oliviero Carafa (1457), Gian Pietro Carafa (1536), le futur pape  Paul IV, Gianvincenzo Carafa (1527), Carlo Carafa (1555), Diomede Carafa (1555), Alfonso Carafa (1557), Antonio Carafa (1568), Decio Carafa (1611), Pier Luigi Carafa (1645), Carlo Carafa della Spina (1664), Fortunato Ilario Carafa della Spina (1686), Pierluigi Carafa, iuniore (1728), Francesco Carafa della Spina di Traetto (1773), Marino Carafa di Belvedere (1801) et  Domenico Carafa della Spina di Traetto (1844).

## Repères biographiques
Carafa étudie à l'université de Bologne. Vers 1373 il est nommé archidiacre à la cathédrale de Bologne et il est lecteur à l'université de Bologne dans les années 1370. 
Carafa est créé cardinal par le pape Urbain VI lors du consistoire du 18 septembre 1378. Il est nommé évêque de Bologne la même année. 